# Берг, Лейла
Лейла Берг (англ. Leila Berg, урождённая Лейла Голлер (Goller)) (12 ноября 1917, Сити-оф-Солфорд — 17 апреля 2012, Бери-Сент-Эдмундс) — британская детская писательница.

## Биография
Родилась в семье еврейского происхождения, иммигрировавшей в Великобританию из Польши. Её отец был врачом, мать работала учительницей.
В возрасте 17 лет Лейла познакомилась с работой психолога-педагога и психоаналитика Сьюзен Айзекс по индивидуальному развитию детей дошкольного возраста и в 1933 году возглавила отдел детского развития в Педагогическом институте Лондонского университета, разработав курс по развитию ребёнка для воспитателей детских садов. В 1937 году она отучилась один семестр в педагогическом колледже.
Ещё ранее она вступила в Молодёжный фронт против войны и фашизма, затем общалась с членами Коммунистической лиги молодежи, молодёжной организации Коммунистической партии Великобритании. Она занималась организации помощи Испанской Республике во время Гражданской войны в Испании. Два возлюбленных Лейлы вступили в Интернациональные бригады и погибли на этой войне.
Лейла поступила в Королевский колледж Лондона, чтобы обучиться журналистике. Первый журналистский опыт она получила в коммунистической газете «Daily Worker». Она работала журналистом и в годы Второй мировой войны.
После войны Лейла Берг, вышедшая замуж и родившая двух детей, начала писать детские книги. Её «Рассказы о Маленьком Пите» были опубликованы в 1952 году и много раз переиздавались в 1950-х и 1960-х годах, их транслировали в радиопрограмме «Слушай с мамой» Би-би-си. В 1956 году эта книга была издана в СССР на русском языке под названием «Маленькие рассказы про маленького Пита». Также получили известность детские книги Лейлы Берг «Приключения Чанки» (в русском переводе «Приключения Ломтика», 1950), «История маленькой машинки» (1955), сборник «Народных сказок» (1966).
Она работала редактором детских книг в лондонском издательстве «Methuen Publishing» с 1958 по 1960 год, а затем редактором Salamander Books в 1965 году.
Лейла Берг также написала книги о прогрессивном школьном обучении и воспитании детей: «Райзингхилл: смерть общеобразовательной школы» (1968), «Права детей» (1971), «Посмотри на детей» (1972) и «Чтение и любовь» (1977).
В СССР не только были переведены и изданы многие книги Берг, но также в 1971 году была выпущена пластинка с аудиозаписью её сказок «Паровоз» и «Рыбка».
В 1974 году Лейла Берг была награждена премией Элеоноры Фарджон за заслуги перед детской литературой. В 1999 году она была удостоена почетной степени Университета Эссекса за её вклад в британскую жизнь и науку.